# Amanozako

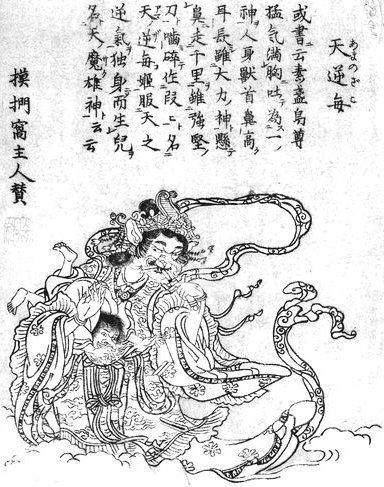
Amanozako.

Amanozako (天逆毎?) es una deidad femenina descrita como furiosa y con un terrible temperamento. Su nombre significa "dios Tengu" y "Opositor de los cielos". Se piensa que de ella provienen el Tengu y el Ama-No-Jaku.

## Origen
Su origen data de cuando el dios de las tormentas, Susanoo, vomitó su furioso espíritu, que estaba dentro suyo.

## Descripción
Posee un temperamento furioso, además de una cabeza bestial, una gran nariz, grandes orejas y grandes garras, capaces de atravesar el acero como si fuese tela. Además puede volar por una distancias de mil ri. Come con gran apetito y voracidad.
- Datos: Q978414